# Bertil Linck
Bertil Linck, var en byggmästare och arkitekt verksam i slutet av 1500-talet och början av 1600-talet.
Linck anställdes 1588 vid slottsbygget i Stockholm han efterträdde Willem Boy som ledare av slottets byggnadsarbeten 1592 med en väsentligt lägre lön än företrädaren. Han kvarstod i tjänsten fram till 1603. Under åren 1595-1600 ledde han även ombyggnadsarbetet av Rydboholms slott. 